# دنيس كوتس
دنيس كوتس (بالإنجليزية: Dennis Coates) هو منافس ألعاب قوى بريطاني، ولد في 11 فبراير 1953 في سندرلاند في المملكة المتحدة.

## وصلات خارجية
- دنيس كوتس على موقع الاتحاد الدولي لألعاب القوى (الإنجليزية)
- دنيس كوتس على موقع أوليمبيديا (الإنجليزية)